# Бортник Роман Йосипович
Роман Йосипович Бортник (нар. 28 липня 1908, Плужне — пом. 17 квітня 1945, Познань) — радянський офіцер, Герой Радянського Союзу, командир 965-го стрілецького полку, 274-ї стрілецької дивізії, полковник. Одружений. Дружина Загірська Валентина Ананьївна. Старша дочка живе з чоловіком у селищі Довбиш, вчителі на пенсії, мають двох дітей: сина і дочку; шістьох онуків.

## Біографія
Народився 28 липня 1908 року у селі Плужному, Плужненської волості, Острозького повіту, Волинської губернії (нині — Ізяславський район, Хмельницької області, Україна) в сім'ї селянина. Українець. У 1926 році закінчив 7 класів Плужненської школи. У 1928 — 1930 роках працював в Плужненському райкомі комсомолу.
В армії з 1930 року. Член КПРС з 1937. У 1938 році закінчив Горьківське військово-політичне училище. Брав участь у боях проти японських військ на озері Хасан в 1938 році.
В 1941 Роман Йосипович закінчив 2 курси Військово-політичної академії.(рос.) У діючій армії з 7 листопада 1941 року. Брав участь у боях на Західному, Білоруському, Першому Українському та Першому Білоруському фронтах. Був чотири рази поранений (27.11.1941, 05.01.1942, 09.08.1943, 20.07.1944).
У 1943 році закінчив курси «Постріл»(рос.).
| ...14 січня 1945 року полк тов. Бортника прорвав сильно укріплену, глибоко ешелоновану оборону противника в районі села Угнацув, Радомського воєводства (Польща) і переслідуючи залишки розгромлених частин 17-ї і 4-ї німецьких піхотних дивізій, вийшов на оперативний простір і 16 січня, у взаємодії з іншими частинами штурмом оволодів містом Радом. Стрімко переслідуючи противника, полк 18 січня сходу форсував річку Піліца...[1] |
| ...29 січня, полк, переслідуючи противника, вийшов на Польсько-Німецький кордон, і в ніч з 30 на 31 січня прорвав потужну оборону противника на кордоні, перейшов кордон на річці Обра і знищуючи заслін противника, стрімко просувався вперед. Долаючи опір противника, полк 4 лютого вийшов до річки Одер у районі міста Франкфурт (Німеччина)... ...тільки за два тижні наступу, 936 полк, знищив до 1600 німецьких солдат і офіцерів, взявши в полон — 450 чоловік...[1] |

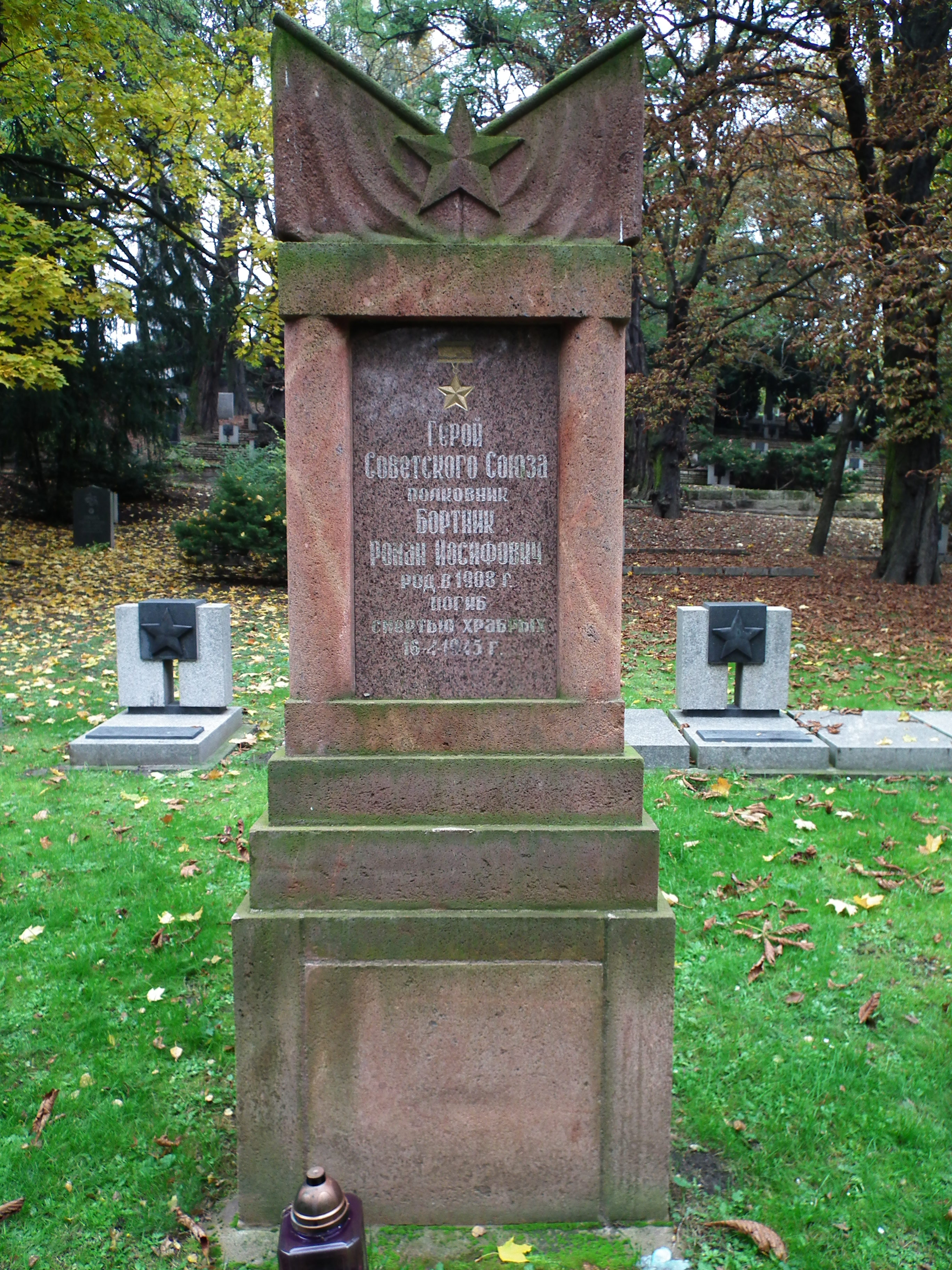
Пам'ятник на могилі Р. Бортника в Познані

Указом Президії Верховної Ради СРСР від 24 березня 1945 року полковнику Бортнику Роману Йосиповичу за прорив оборони ворога, його переслідування та вихід до річки Одер, присвоєно звання Героя Радянського Союзу. Загинув 17 квітня 1945 року під містом Лебус, земля Бранденбург (Німеччина). Смерть настала коли під час обіду полковник Бортник зі своїм полком вийшов з будівлі (тимчасового штабу) на вулицю, недалеко від захисних споруд. Німецький солдат, який підібрався близько, й кинув гранату у саму гущу солдат. Декілька чоловік загинули на місці. Бортник лишився правої частини тіла (рука, плече). За словами свідків, він протримався ще 10 хвилин.
Похований в Познані на меморіальному цвинтарі «Цитадель», Польща.

## Нагороди
Роман Йосипович був нагороджений:
- медаллю «Золота Зірка», № 5159 (24.03.1945);
- орденом Леніна (24.03.1945);
- трьома орденами Червоного Прапора (22.02.1942, 16.09.1943 та 6.01.1945);
- двома орденами Вітчизняної війни I ступеня (9.09.1943 та 21.05.1945 — посмертно);
- орденом Суворова 3 ступеня (28.09.1943);
- медаллю «За бойові заслуги» та іншими медалями.

## Пам'ять

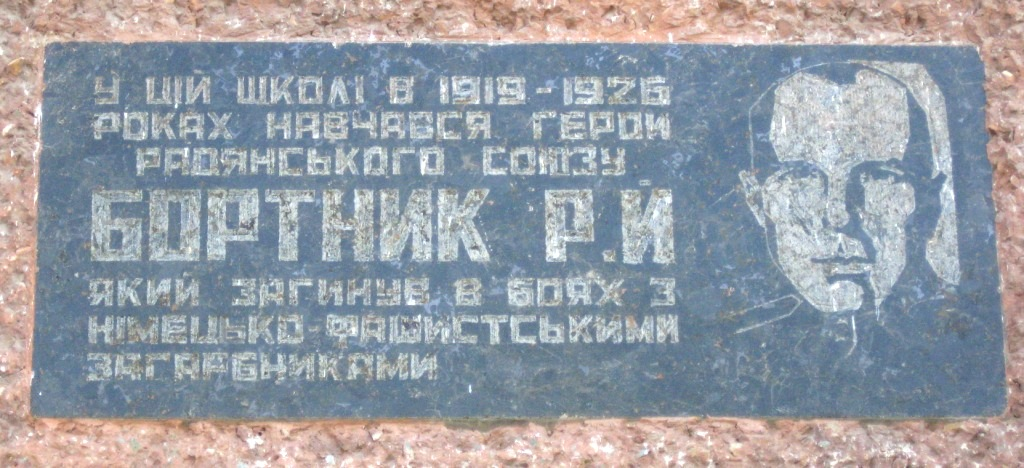
Меморіальна дошка на школі у Плужному

- В Познані на меморіальному цвинтарі «Цитадель» (Польща), де похований герой споруджено пам'ятник. На гранітному камені висічена зірка Героя і слова: «Герой Радянського Союзу. Полковник Бортник Роман Йосипович. Народився 1908. Загинув смертю хоробрих 17.04.1945»[2].
- Плужне. Центральна вулиця названа іменем Героя Радянського Союзу Бортника Романа Йосиповича. На цій вулиці розташована «Загальноосвітня школа І-ІІІ ступенів, гімназія» імені Романа Йосиповича Бортника. На фасаді школи встановлена меморіальна дошка.
- Усі солдати з його полку в один голос доводили, що їх командир був усім як батько. Так його і називали. В кого що з сім'єю, або якась ще проблема, він завжди прийде, втішить, допоможе.